# M198 榴彈砲
M198 榴彈砲（英語：M198 howitzer）是一種牽引式155公釐火砲，專為美國陸軍和海軍陸戰隊而開發。1960年代，它接替二戰時期M114 155公釐榴彈砲成為美國軍隊從1980年代以後的火炮主力。1969年由岩島兵工廠（英語：Rock Island Arsenal）設計並製造原型砲，並於1970年開始進行射擊測試、性能驗證，1978年起量產。它於1979年開始服役，迄今已生產1,600 門以上。
現今在美國和澳洲服役的M198 榴彈砲被M777榴彈砲取代。

## 發展歷程
1960年代，北大西洋公約組織就牽引式或履帶式近距離支援火砲達成共同開發協定（NATO Basic Military Requirement (NBMR) 39）。隨後，德國和英國開始設計發展，並於1968年就牽引式155公釐榴彈砲需求規格達成協定，該協定產品的目的是取代北約會員國砲兵裝備的美造M114 155毫米榴弹炮，義大利於1970年成為該協定的締約方。美國因自身需求考量不參予此協定自行開發M198 榴彈砲，於1982年正式進入美軍服役，取代二次大戰時代的M-114 榴彈砲與M101 105公釐輕型榴彈砲。除了美國陸軍之外，美國海軍陸戰隊也配備M198 榴彈砲，由於堅固、可靠且易於維修，M198 榴彈砲被美國的盟國採用，其中英國、義大利等也獲得授權生產。

## 設計
M198 榴彈砲擁有155公釐口徑、39倍徑砲管，砲座有一對主輪，兩支砲腳架上各有一個可收折尾輪。M198 榴彈砲的結構與FH70 榴彈砲相似，彈藥則為使用沿續自二戰時代技術發展而來的M107系列標準彈藥。進入射擊狀態時，先將砲腳架上圓盤狀的砲座抬至射擊位置平放，以人力操作M198 榴彈砲的液壓系統將主輪提高，使砲架平放在射擊位置的砲座上。M198 榴彈砲的重量為7,154（15,772磅），可由CH-47、CH-53等大型運輸直昇機吊掛運輸、5噸載重卡車牽引，也能由C-130、C-141、C-5等運輸機運輸或空投在戰場上。使用M107系列標準彈藥時，M198 榴彈砲射程可達18公里，使用改良的M795系列彈藥可達22.4公里，使用彈底噴氣增程彈時則達到30公里，最快射速為每分4發，砲管射角俯仰範圍為-5至+70度，水平射向範圍為左右各22.5度。
雖然M198 榴彈砲的性能與可靠度頗受美軍稱許，但也對其較大的尺寸與重量頗有微詞，跟同時期FH70 榴彈砲以及南非G-5 榴彈砲相較不僅人員編制偏高、缺乏輔助動力，射程也遜色一籌，但是火砲全重較前兩者輕有利於吊掛空運。在1990年代多次區域性衝突中，需要快速佈署行動的海軍陸戰隊便發現在複雜的地形中，長期以來負責牽引155公釐榴彈砲的M-813 卡車對重量不低的M198 榴彈砲力不從心，直到2003年陸戰隊換裝新一代MVTR中型戰術車輛才有效解決此一問題。此外，美國陸戰隊也只有CH-53重型運輸直昇機吊得動M198 榴彈砲，影響其快速部署能力。

## 彈藥種類
M198 榴彈砲彈藥種類包含高爆、穿甲、人員殺傷、照明、煙幕彈等，總共有16種彈藥可供選擇。
- 高爆彈（HE）：M795高爆彈，射程達20公里以上，命中目標引起爆炸並以極高的速度（每秒 5,000-6,000 公尺）發射鋒利的碎片。殺傷區半徑約50公尺，傷亡半徑為100公尺。

- 彈底噴氣增程彈 (RAP)：當使用彈底噴氣增程彈時射程達30公里，與M777榴彈砲同級的射程[5]。

- 高爆火箭助推彈 (HERA)： M549彈（英语：M549），射程比普通HE彈更大。最大範圍為30.1公里 。

- 白磷煙霧彈：砲彈底部彈射白磷彈，有兩種版本：氈楔（felt-wedge ）型和標準型。 白磷煙霧用於起火、燃燒目標或產生煙霧，這有助於隱藏友方單位的行動。

- 照明彈：M485照明彈可燃燒120秒時間，可在理想情況下在距地面600公尺的高度部署明亮的附掛降落傘照明彈，砲彈底部彈射彈丸，並照亮約1網格平方（軍用地圖一方格約1平方公里）的區域。照明彈常與高爆彈搭配使用，照亮目標區域使高爆彈能更有效地發射。白天也可以使用照明彈來標記飛機目標[6]。

- 兩用改良型傳統彈藥（DPICM（英语：Dual-purpose improved conventional munition））：類似集束彈藥，可在目標上方投擲88顆炸彈。 每個小炸彈都配有能夠穿透兩英吋厚實鋼的聚能裝藥彈藥以及可有效對抗空曠步兵的破片彈殼。DPICM 彈可以有效對抗裝甲車輛，甚至戰車（因為甲板裝甲通常是車輛上最薄的），並且對於對抗有頭頂掩護陣地的步兵人員也非常有用。

- 區域拒止火砲彈藥系統 (ADAM（英语：Area denial artillery munition）)：發射殺傷人員地雷的砲彈。彈體攜帶的地雷是M67長效殺傷人員地雷和M72短效殺傷人員地雷，地雷會彈出絆網，充當誘殺裝置，觸發後會向上發射，然後爆炸。它們被在製造時設定為在預定時間後4或48小時自毀。目的在殺傷及或殺死敵方戰鬥人員。。

- 遠程反裝甲地雷系統（RAAMS（英语：Remote Anti-Armor Mine System））：一種發射反裝甲地雷的砲彈，通常與ADAM彈一起使用，以防止反戰車地雷被移除。在預定時間後4或48小時自毀。

- M712銅斑蛇雷射導引砲彈（英语：M712 Copperhead）：火砲發射雷射導引的高爆彈，它需要用雷射指示器系統來標定目標，用於非常精確地瞄準戰車等機動目標和防禦工事等高價值目標。現今美國軍方不再生產或使用。

- 遠程智慧感應型砲彈 (SADARM)：實驗性彈藥；向敵方車輛的大致方向發射，砲彈會在某個時間點啟動彈出降落傘，然後引導自己到最近的車輛並摧毀目標。

- XM454 AFAP（核子彈頭）：XM454 AFAP（W48核彈）核子彈頭口徑為155公釐，爆炸當量僅72噸黃色炸藥（300吉焦耳、300 GJ）。 所有XM454 AFAP均於1992年退役。[7][8][9]

## 後續型號
在1997年選擇英國航太系統的全球戰鬥系統部門推出的LW-155 155公釐/39倍徑牽引式榴彈砲，美軍賦予M-777的編號，取代美國陸軍和海軍陸戰隊的 M198，該榴彈砲重量不到 4,200 公斤（9,300 磅）。 

## 使用國家

### 現役中
- 巴林: 巴林皇家陸軍現役有18門
- 巴西: 巴西陸軍擁有120門[10]
- :12門[11]
- :12門[11]
- 伊拉克:美國軍援120門
- 黎巴嫩:總計219門。 黎巴嫩武裝部隊（LAF，Lebanese Armed Forces）自1980年代以來先裝備36門榴彈砲，2008年接收41門榴彈砲，隨後在2010年1月接收30門，2015年2月8日交付了72門，2016年9月8日接收40門。[12][13]
- 摩洛哥:35門[14]
- 巴基斯坦:巴基斯坦陸軍現有184門[15][11]
- 沙烏地阿拉伯:142門
- :18門
- 突尼西亞:57–60門[11]
- 泰國:116門

### 前使用國
- : 36門
- 伊斯蘭國: 俘獲52門，有些毀於戰事中，有些是被回收交由伊拉克戰爭後重建的伊拉克武裝部隊使用。[16][17]
- 美国: 358門，退役封存或銷毀

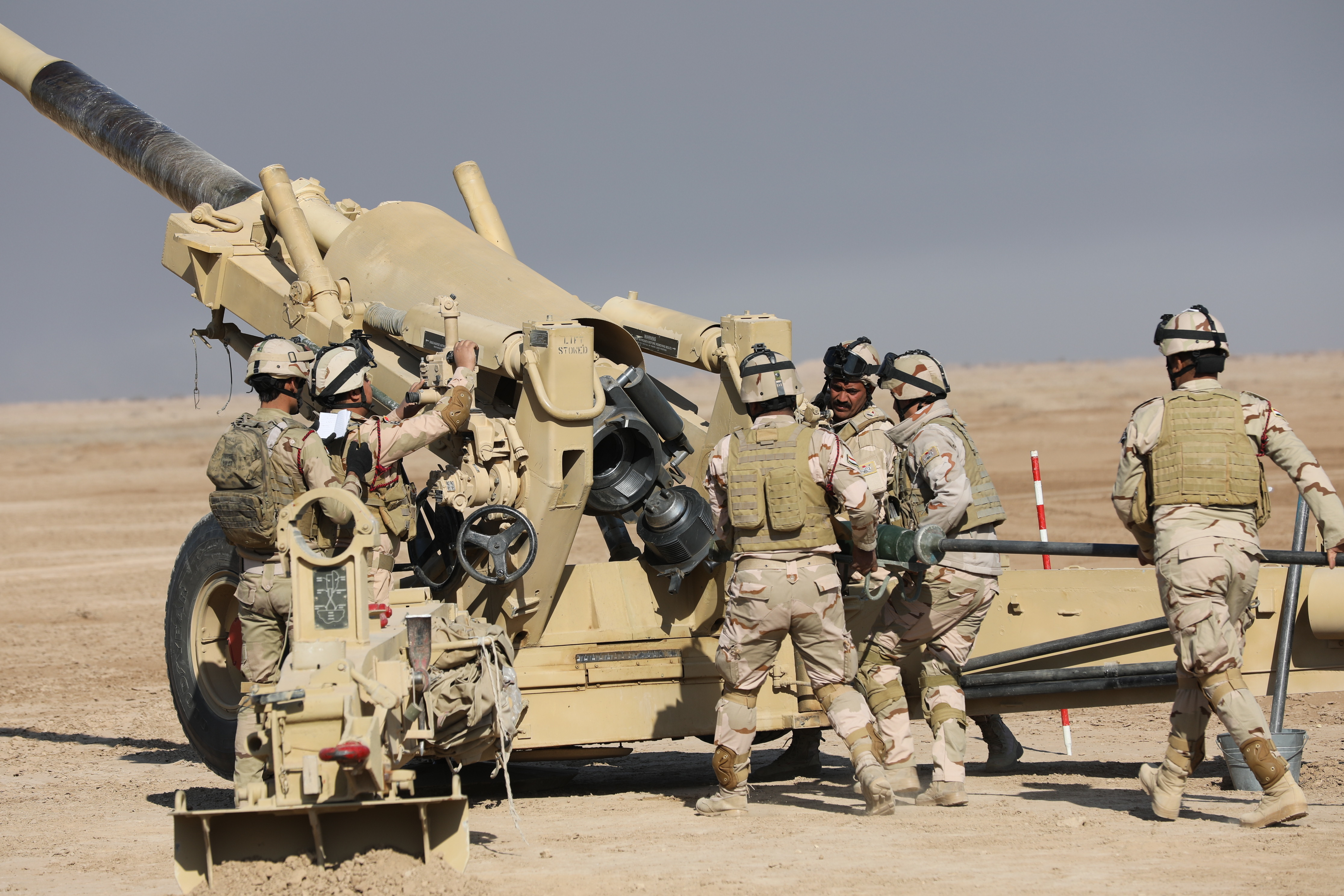
2018年，伊拉克陸軍操作M198 榴彈砲。
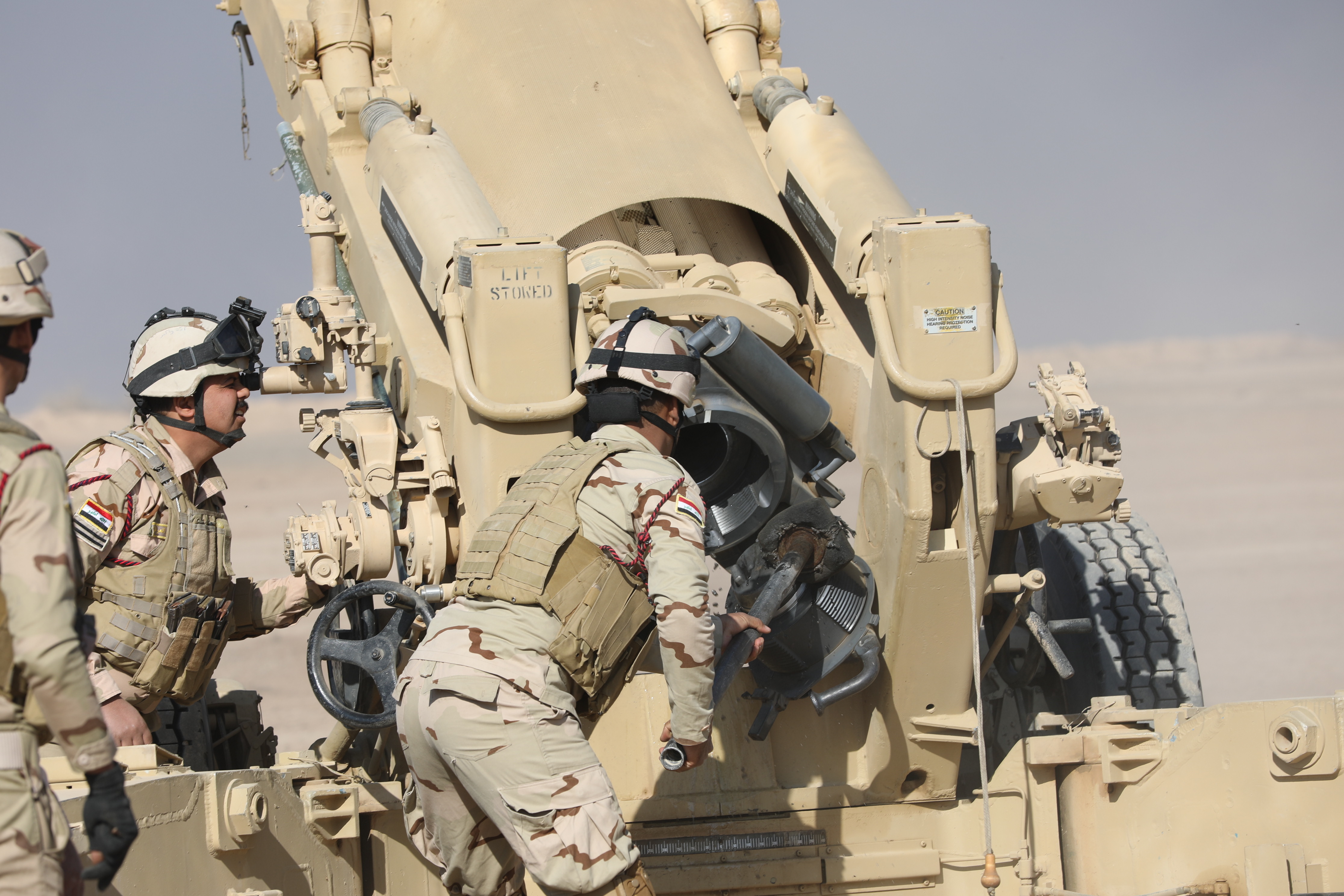
2018年，伊拉克陸軍砲兵清理M198 榴彈砲砲膛。
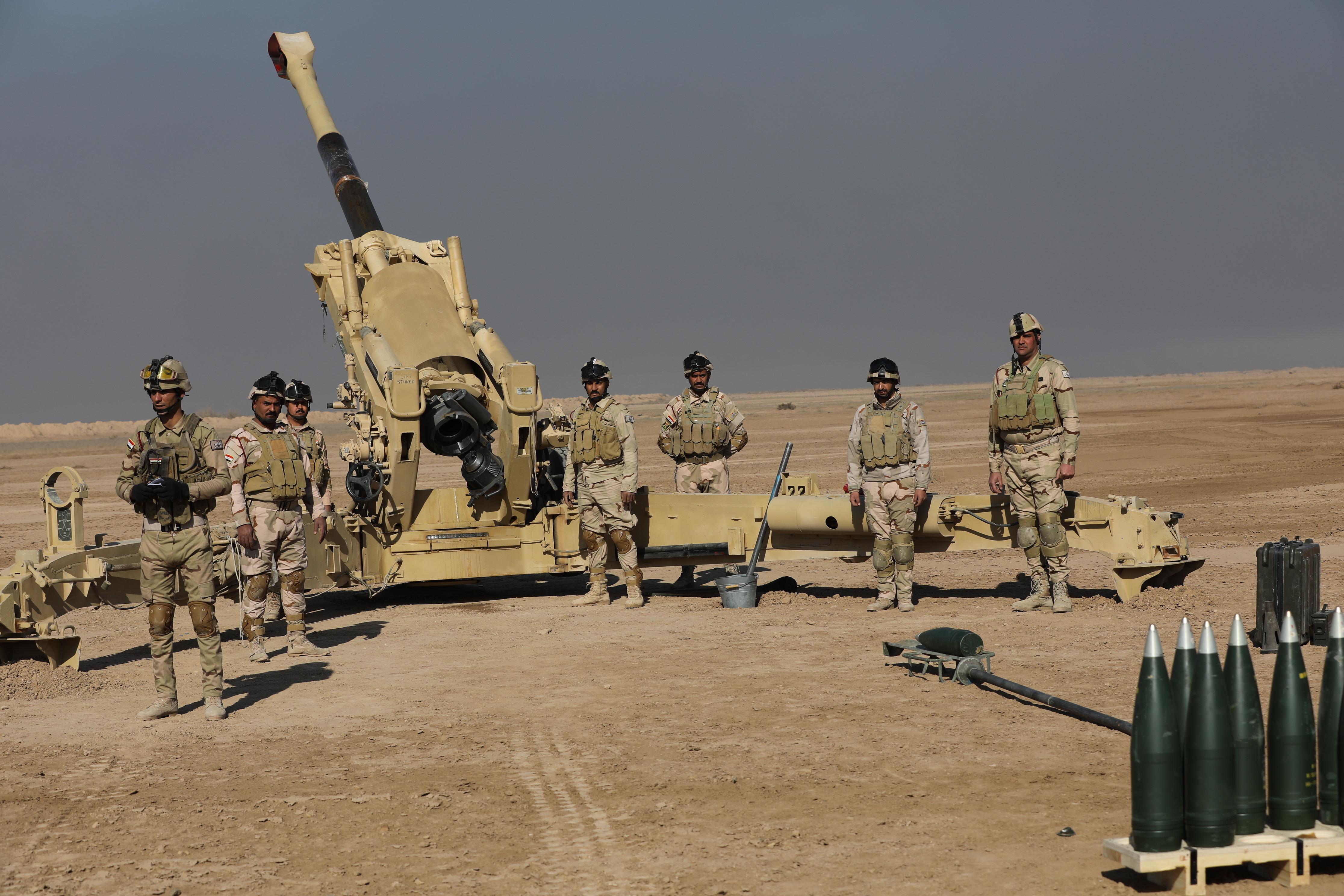
2018年，伊拉克陸軍砲兵組員。
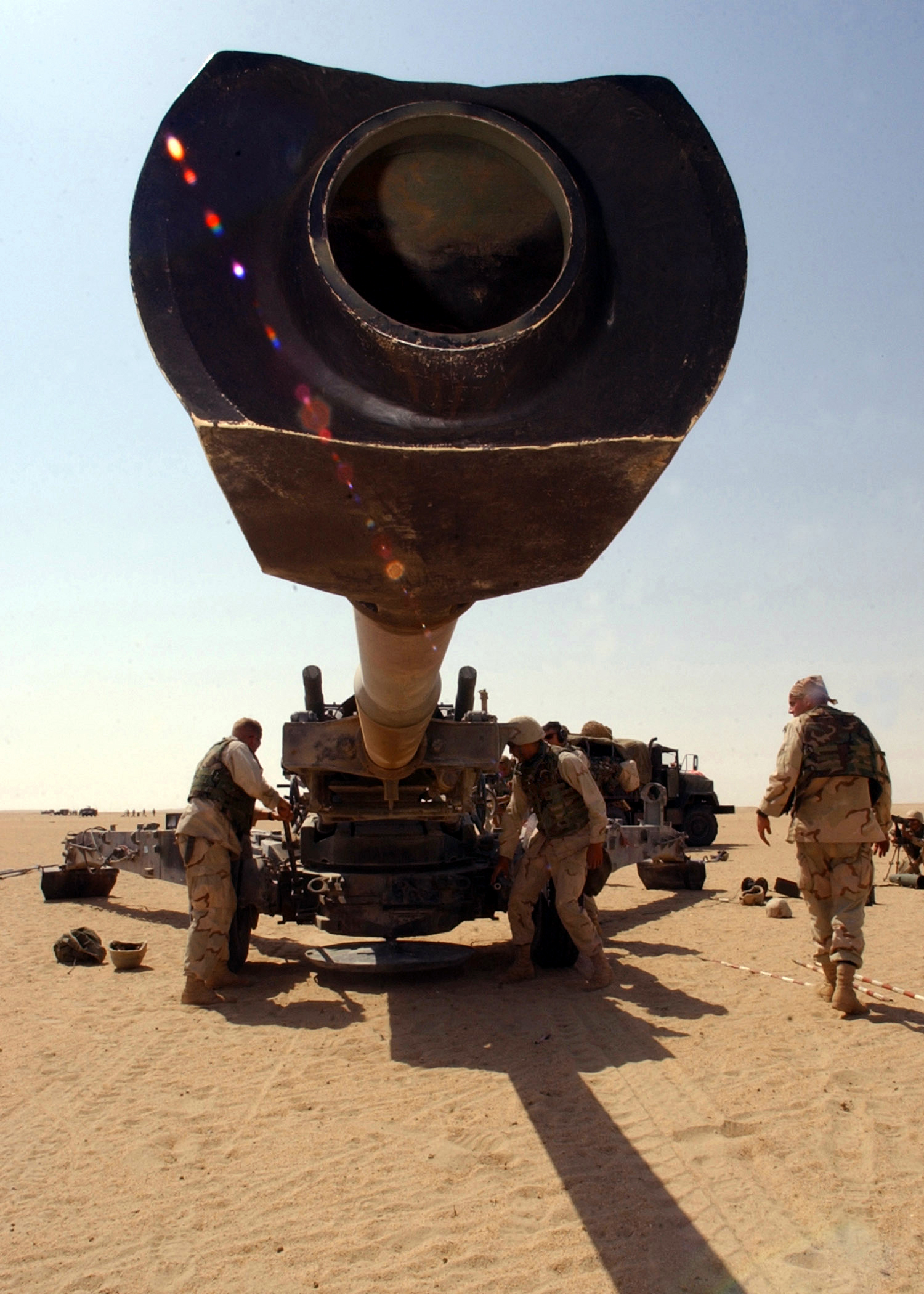
兩個主輪間砲架下方圓盤就是砲座，行軍時放置於砲腳架上。
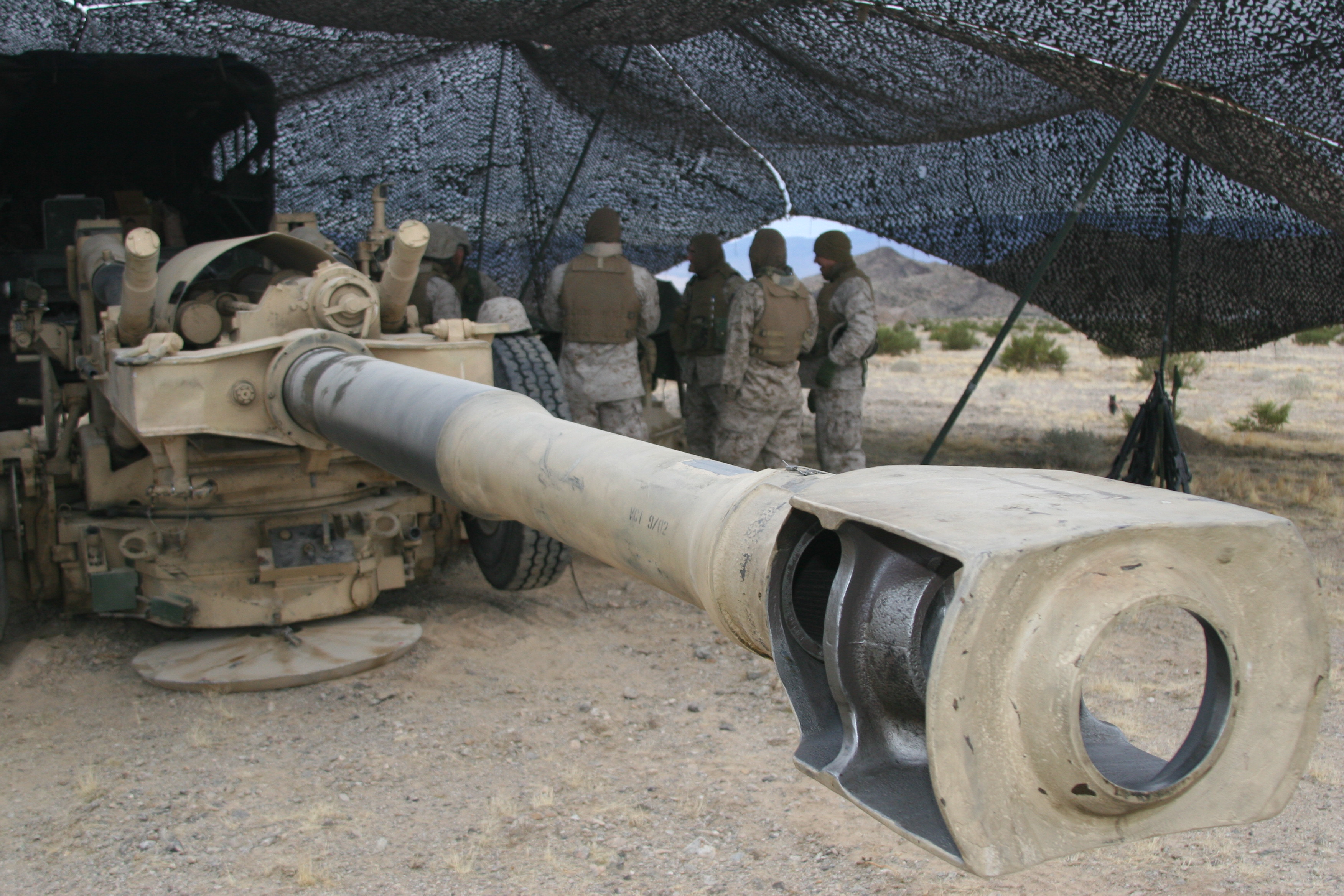
兩個主輪間砲架下方圓盤就是砲座
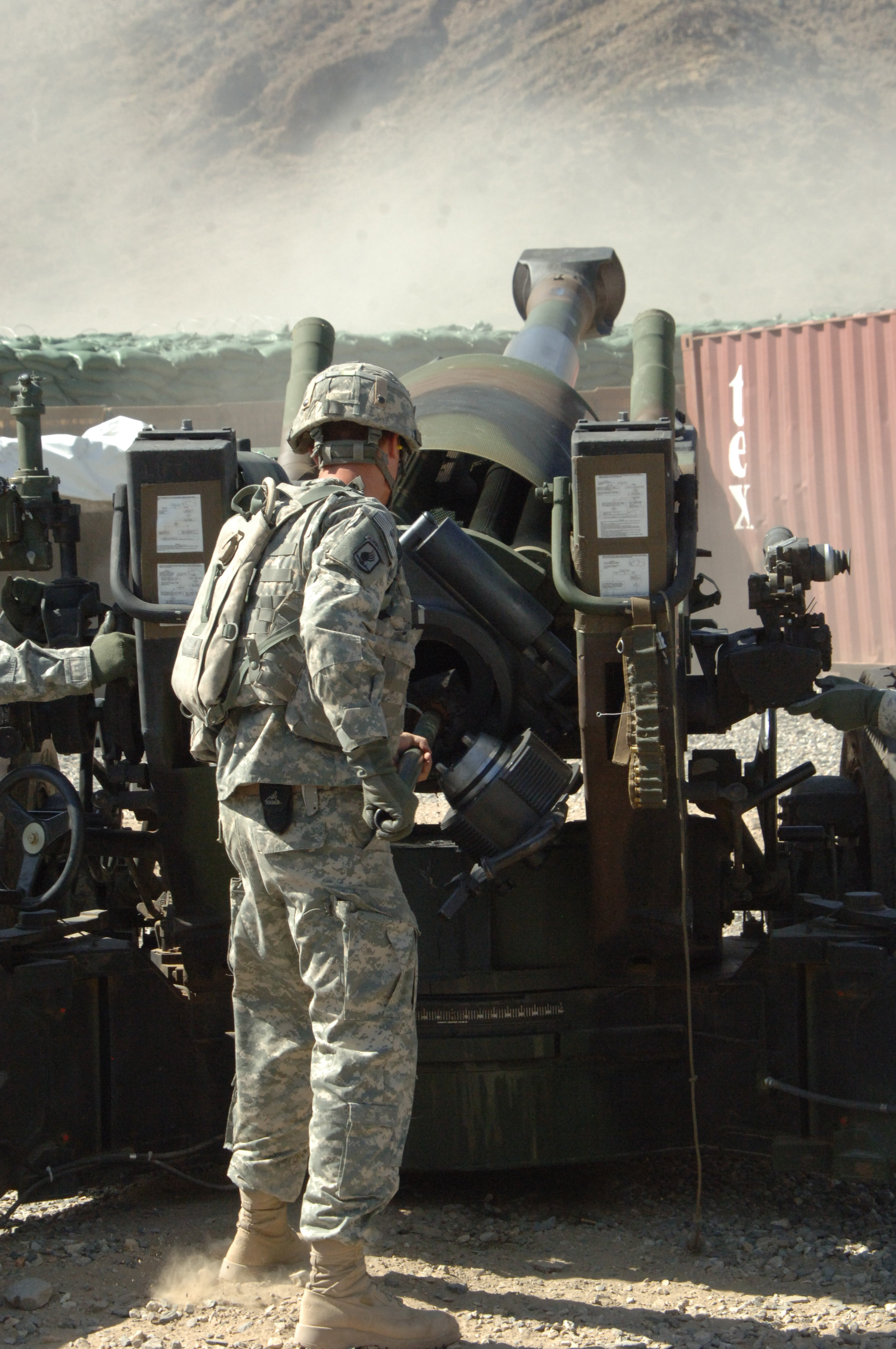
砲組人員在實彈火砲演習中準備清理M198 榴彈砲的砲膛，右邊掛著帆布袋上的管狀物是拉繩擊發砲彈發射藥包的發火管。
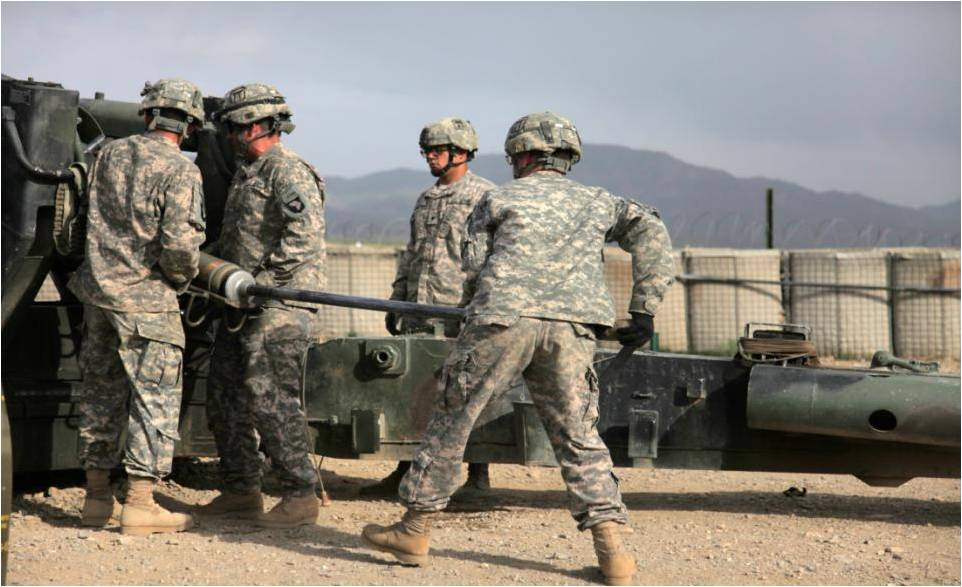
砲兵組員進行推彈上膛。
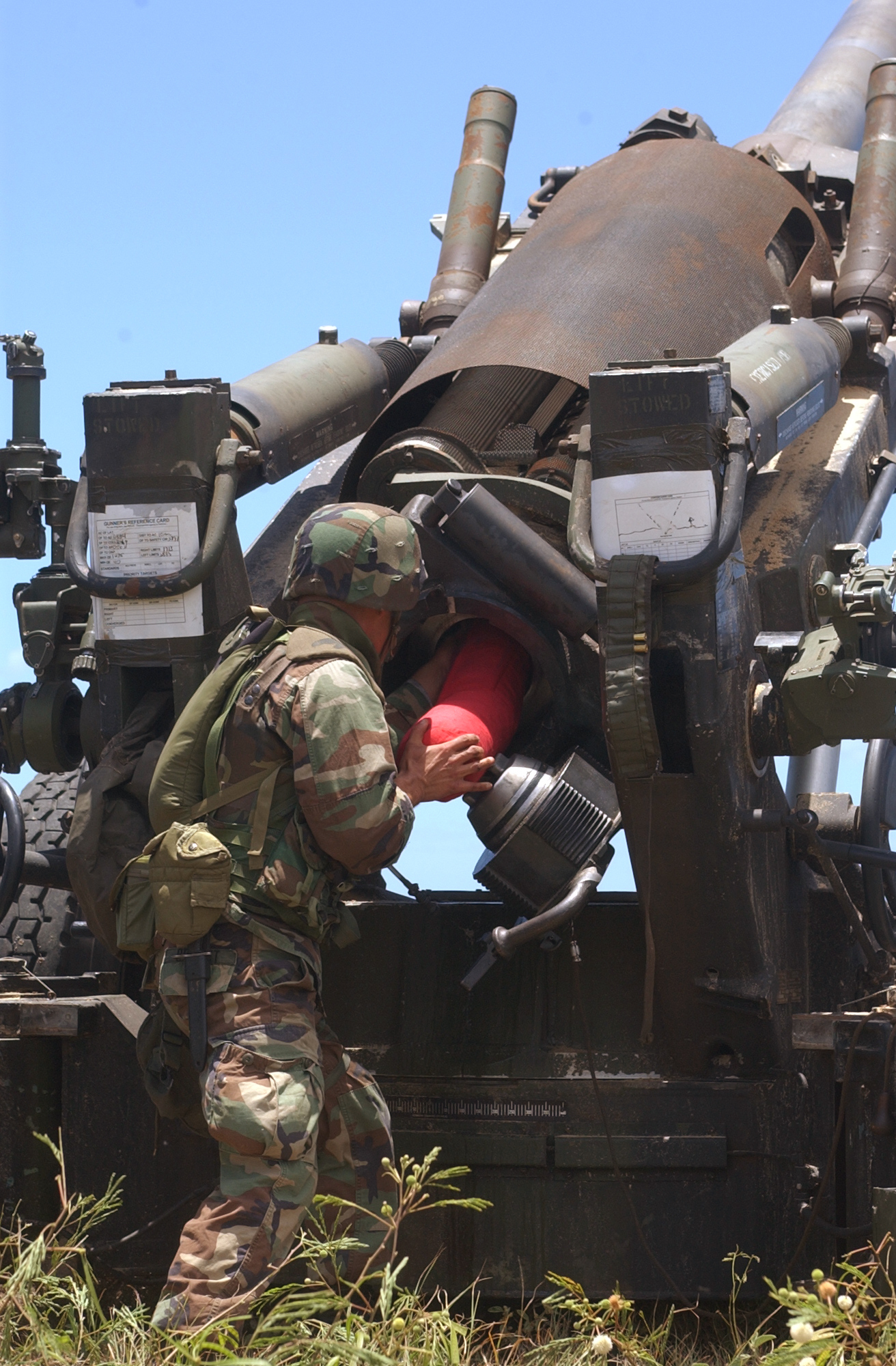
放置M107系列彈藥發射藥包，
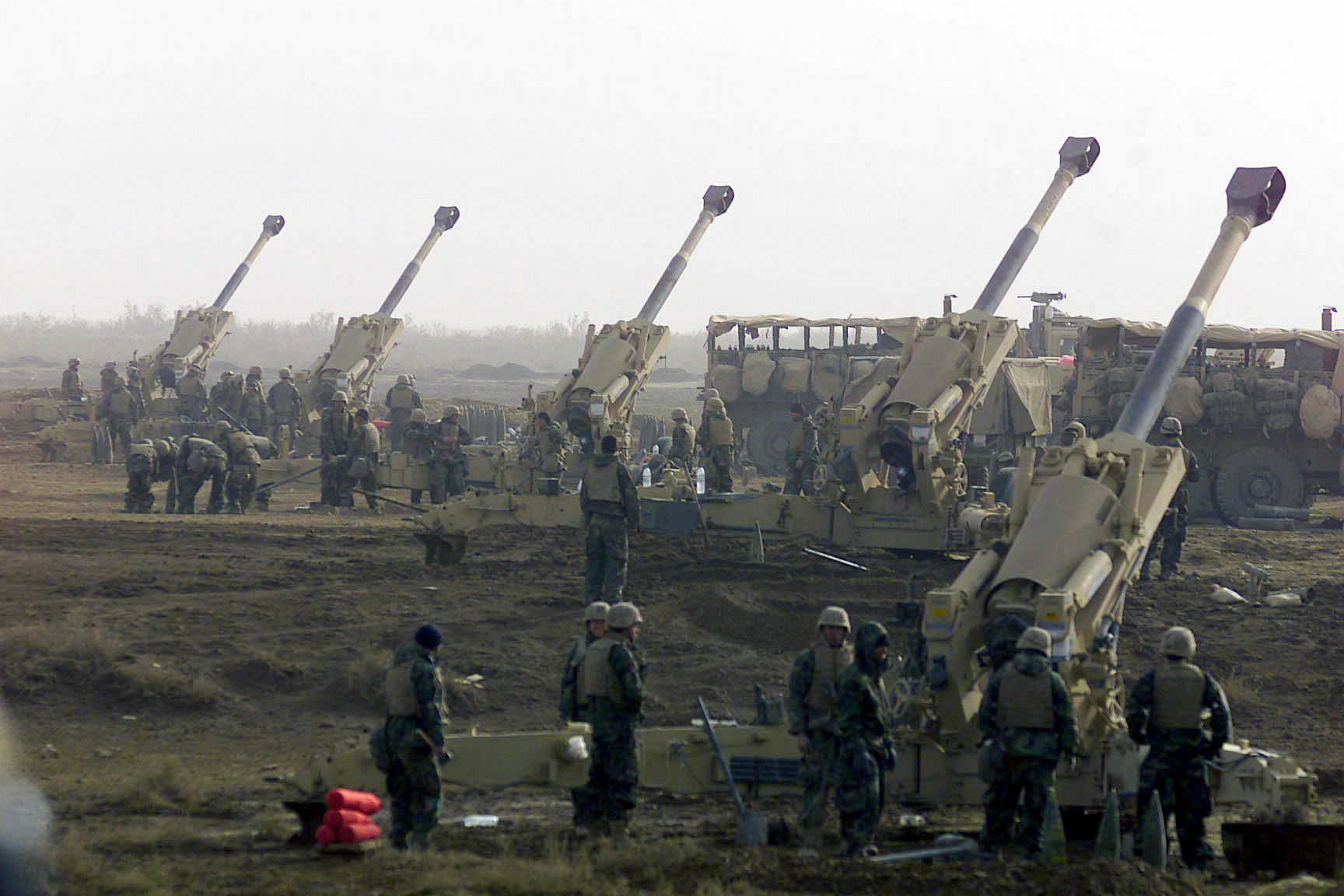
2003 年，美國海軍陸戰隊 (USMC)在向巴格達推進期間，準備使用M198 榴彈砲攻擊伊拉克境內已確認的敵方目標。
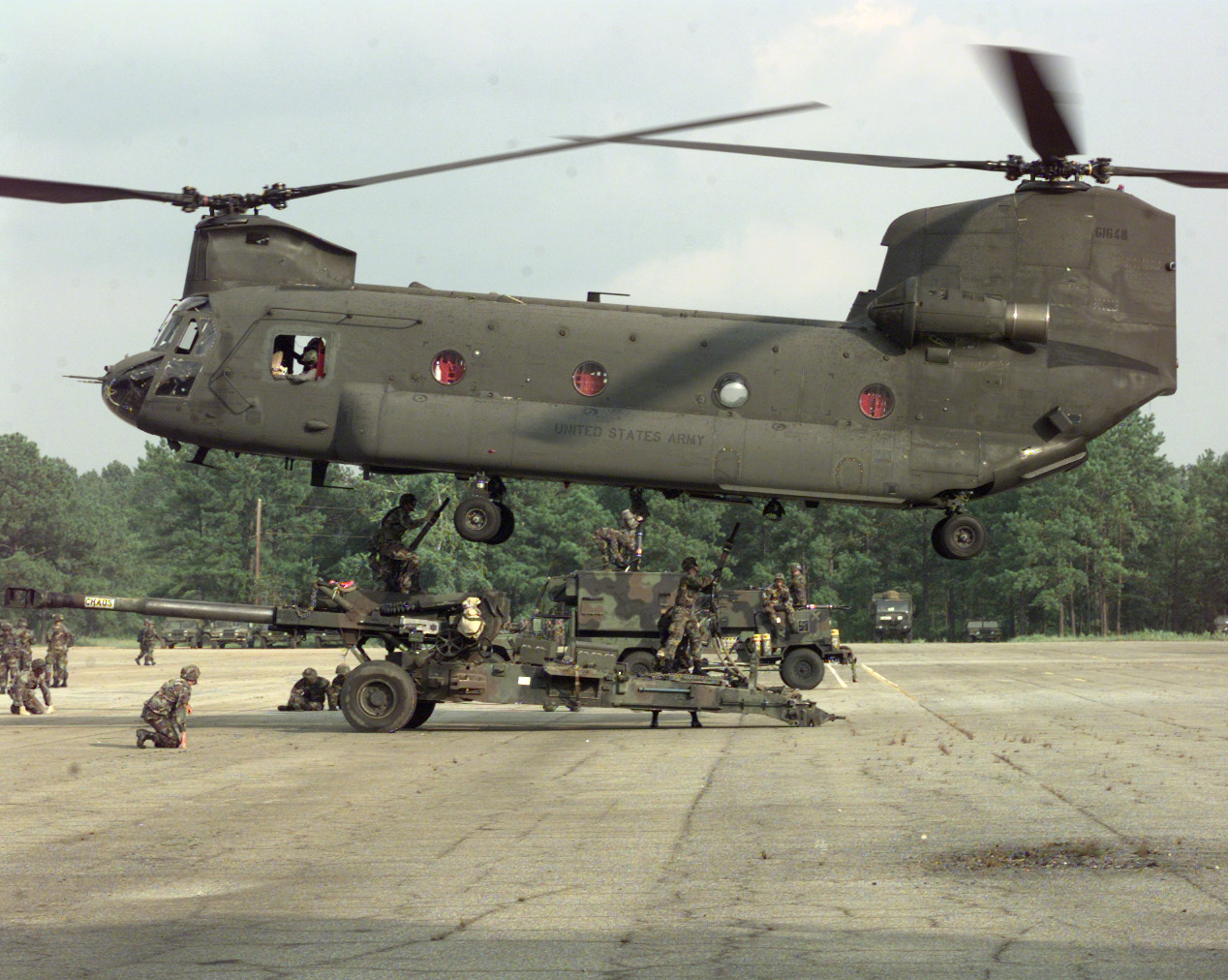
CH-47 吊掛M198 榴彈砲。
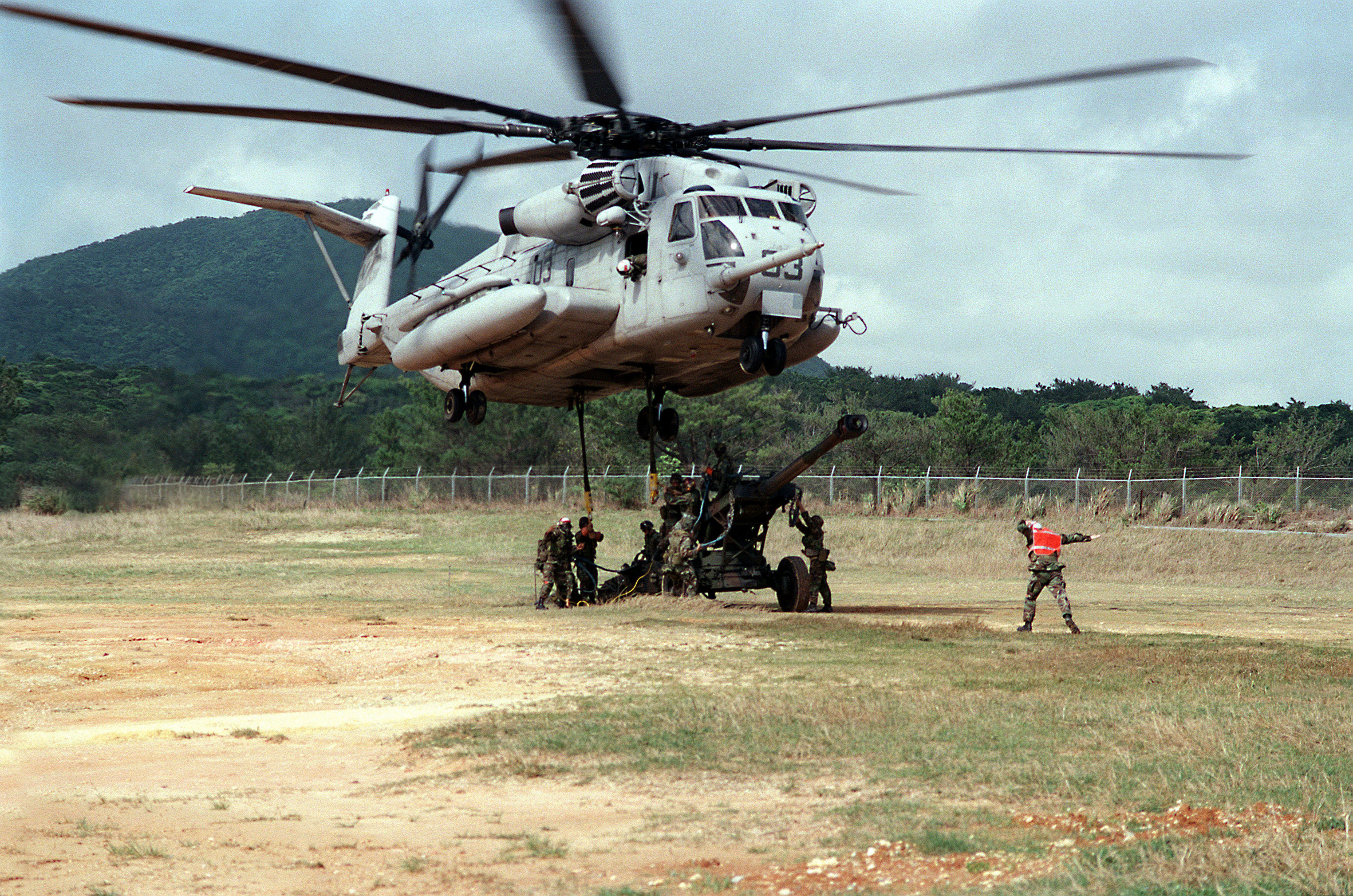
HM-53E吊掛M198 榴彈砲。
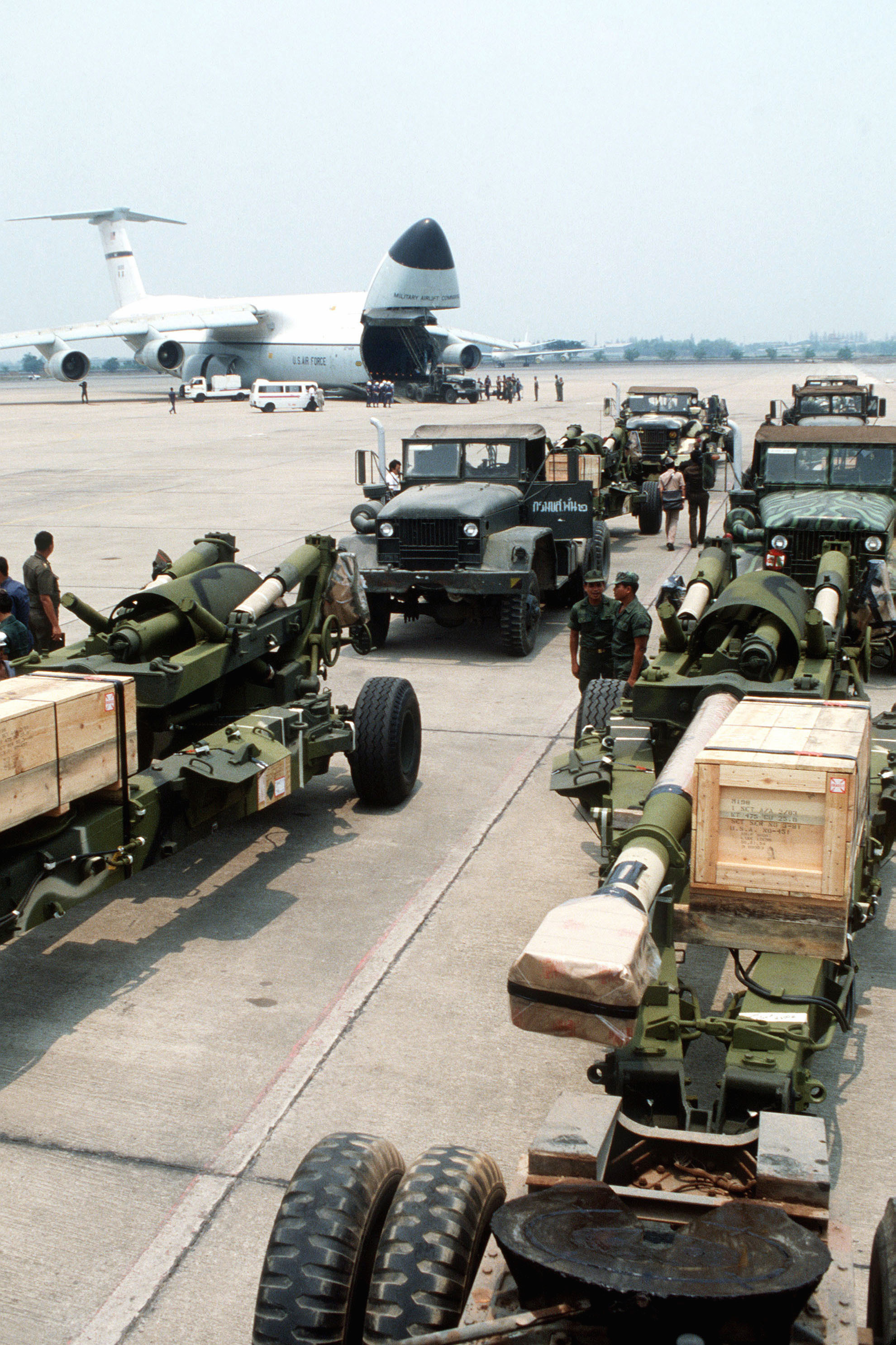
等待空運的M198 榴彈砲，砲管轉向180度，固定於砲腳架上方，後方為M817-5噸 6x6 載重車。
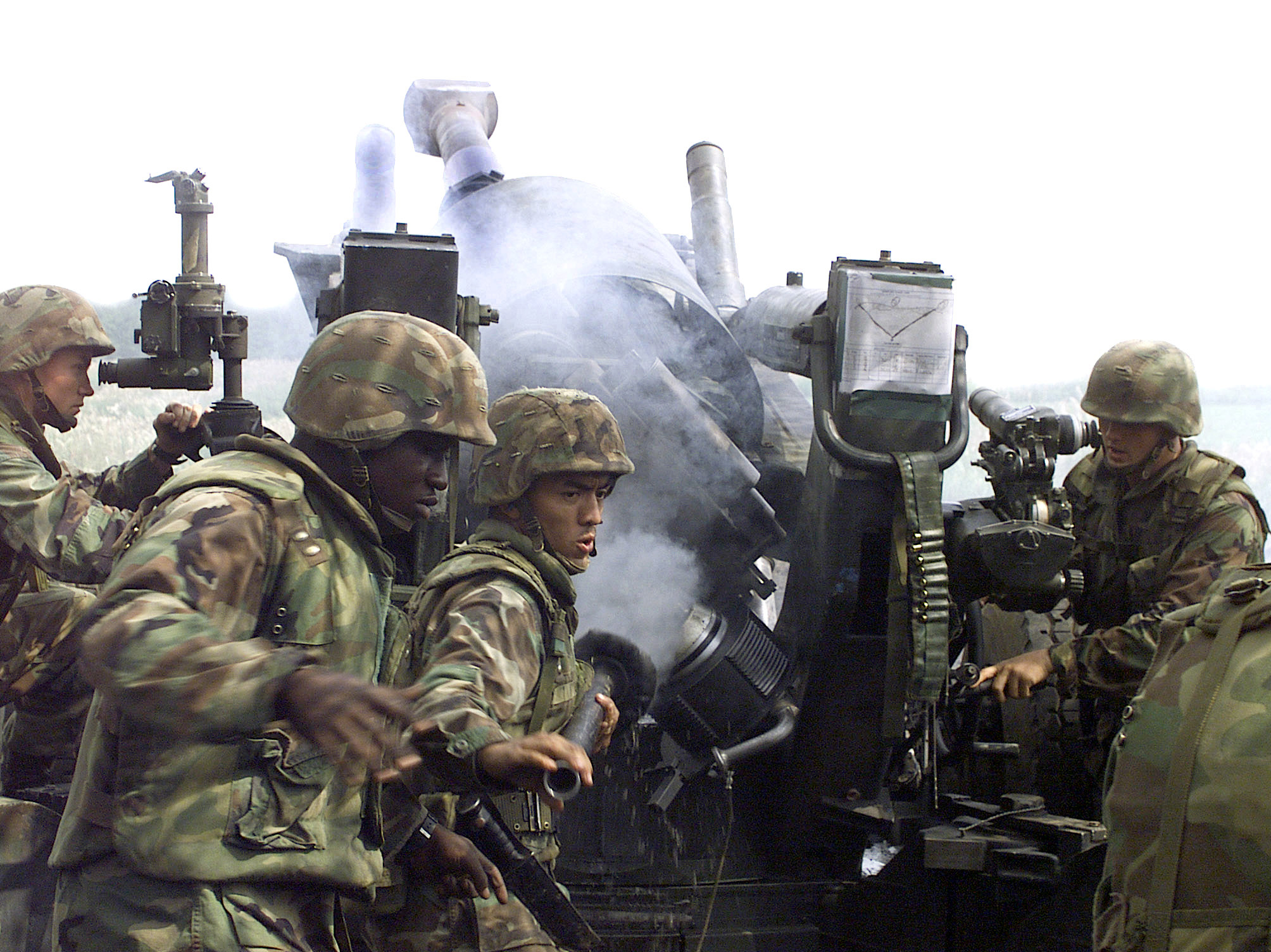
向下方（五點鐘方向）開啟的炮閂；美國海軍陸戰隊 (USMC) 第12海軍陸戰團第3營A連（Alpha Battery，阿爾法連）的砲組人員在實彈火砲演習中準備清理M198 榴彈砲砲膛。
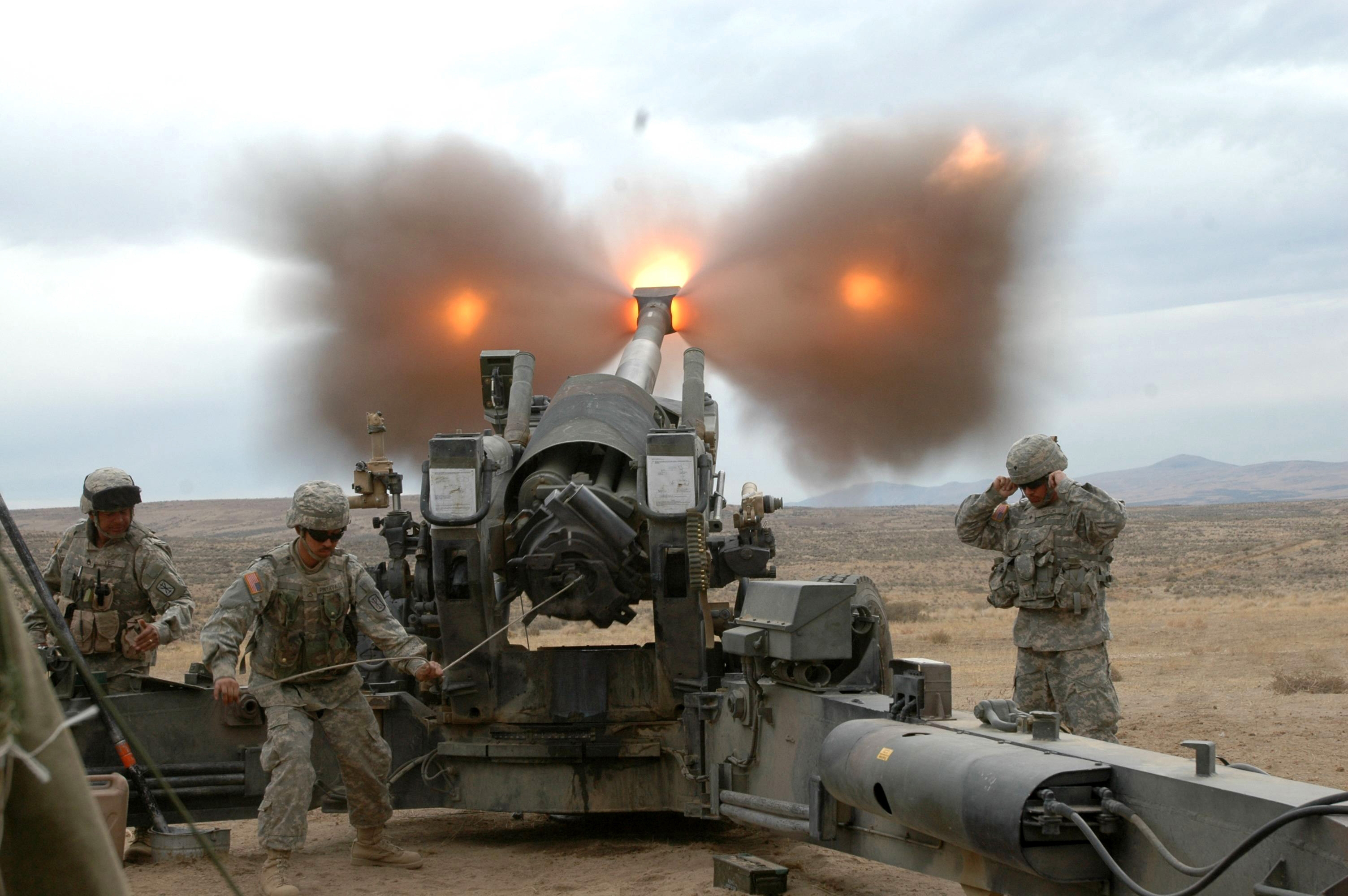
thumb拉繩擊發發火管，射擊中的M198 榴彈砲。
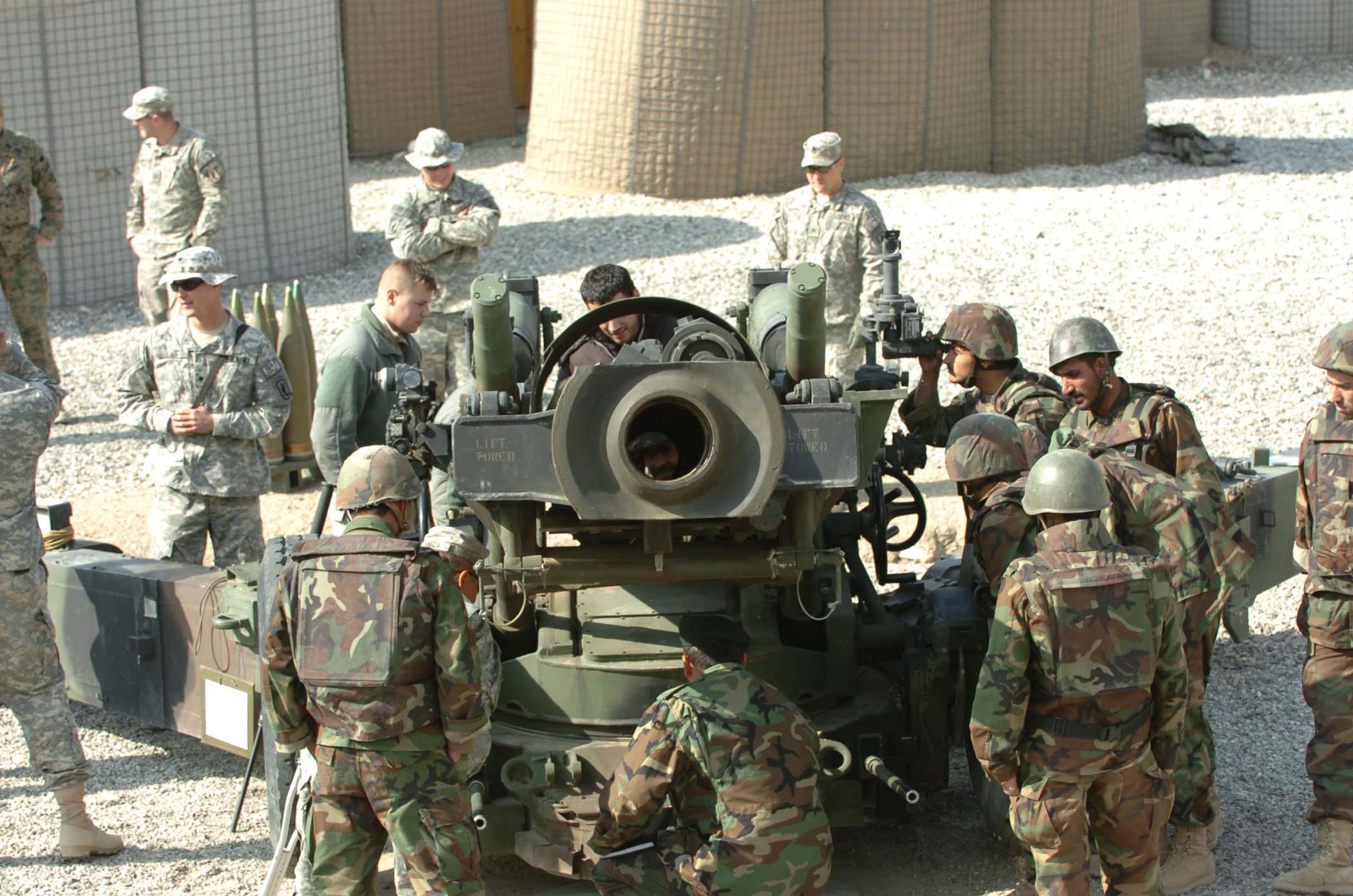
2008年1月28日，在阿富汗努里斯坦省的卡拉古什前線作戰基地，美軍和阿富汗國民軍士兵進行聯合訓練。
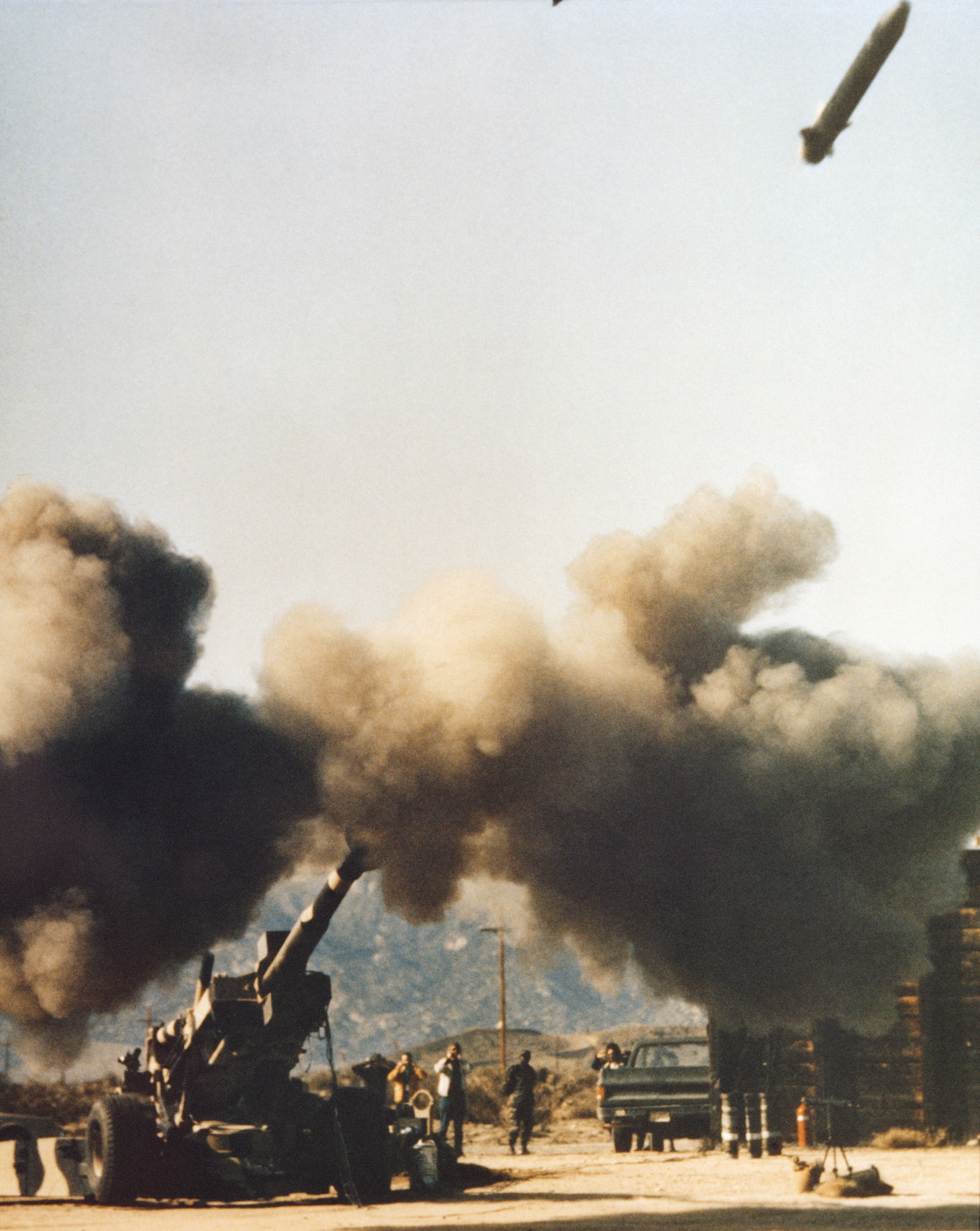
M198 榴彈砲發射M712 銅斑蛇雷射導引砲彈。
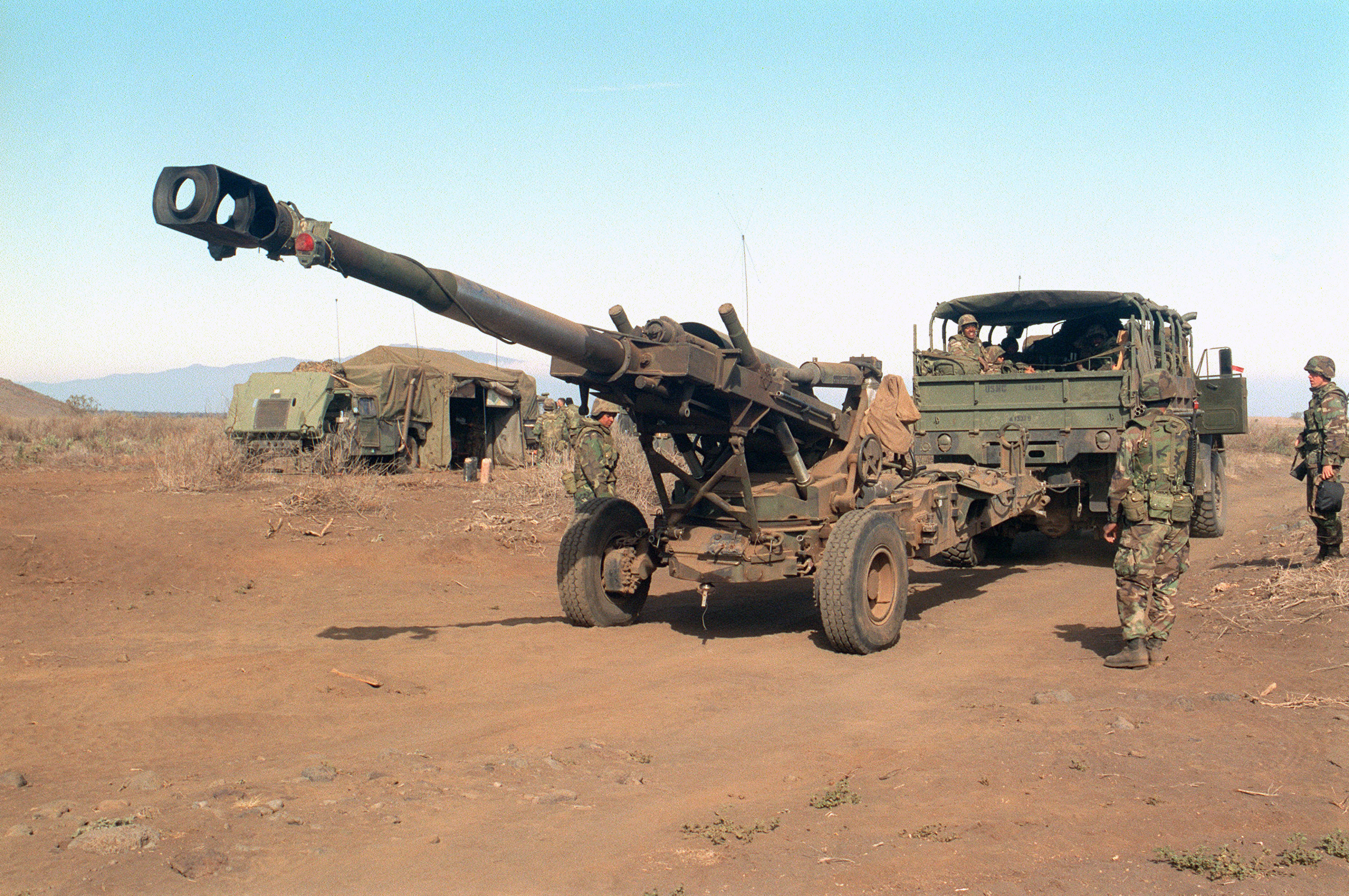
5噸卡車牽引的M198 榴彈砲
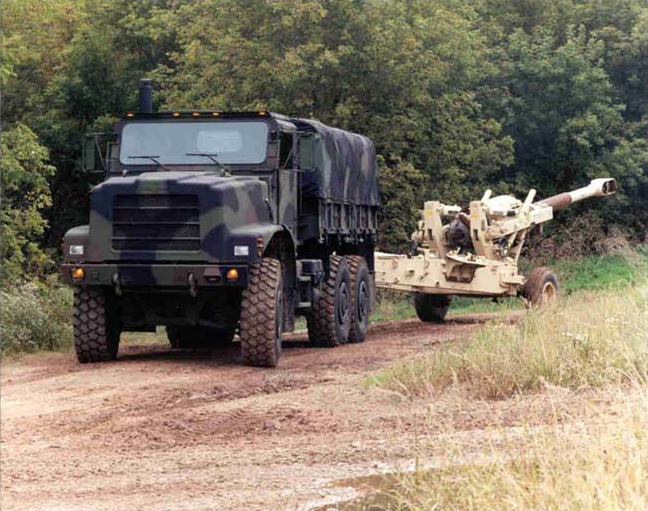
MTVR 戰術輪車曳引M198 榴彈砲。

## 備註
1. ↑  NBMR-39："short range artillery support matériel 1970-1975"

## 參照
- L118 105公釐榴彈砲（英语：L118 light gun）
- M119 105公釐榴彈砲（英语：M119 howitzer）
- M777榴彈砲

## 外部連結
- （中文）-野戰砲兵彈藥發展之研究 （页面存档备份，存于）
- （中文）-近代傳統彈藥之發展 （页面存档备份，存于）
- （中文）-M-198 155mm榴彈砲 （页面存档备份，存于）
- （英文）-M198 155mm Howitzer Live Fire （页面存档备份，存于）
- （英文）-US Marines Firing the M777 155mm Howitzer （页面存档备份，存于）